# Слонім Петро Львович
Петро Львович Слонім, інше ім'я Револьт Слонім (9 березня 1908 — 12 березня 2011) — український радянський діяч освіти і культури, режисер дитячих театрів. Засновник і перший директор Харківського палацу піонерів.

## Біографія
Петро Львович Слонім народився 9 березня 1908 року в місті Глухів, нині Сумської області.
- У 1924—1929 роках працював вихователем у Богодухівській колонії для безпритульних дітей.
- у 1930—1934 рр. — у Театрі юного глядача завідувачем педагогічної частини, виконувачем обов'язків директора.
- З червня 1934 року брав участь у роботі з організації і створення Харківського Палацу піонерів і жовтенят;
- з моменту його відкриття і по червень 1941 року працював у Палаці на посаді керівника театрального сектора.
- Є першим директором Харківського театру ляльок[1].
- Ветеран Другої світової війни[2].
- З 1953 по 1989 роки працював у Харківському Палаці піонерів на посадах:
  - завідувач відділу художнього виховання,
  - керівник театральних гуртків,
  - художній керівник.

Серед безлічі заслуг П. Л. Слоніма — організація і введення у традицію святкування Нового року з ялинкою для дітей.
Залишив роботу в Палаці Піонерів у віці 81 рік. Поїхав, за запрошенням дітей, на постійне місце проживання у США, де і прожив останні 22 роки життя у місті Мілвокі. Однак, вже живучи по іншу сторону океану, П. Слонім не втратив зв'язку зі своїм творчим дітищем. Він двічі, в 2001 і 2005 роках приїздив до Харкова на зустріч з вихованцями і працівниками Харківського обласного Палацу дитячої та юнацької творчості, брав участь у святкуванні 70-річного ювілею закладу.
П.Слонім заснував у стінах Палацу цілий ряд принципово нових дитячих театрів. Петро Слонім — режисер великої кількості театралізованих свят, серед яких відкриття Палацу 6 вересня 1935 року і перше свято радянської новорічної ялинки (до цього, з часів революції, в СРСР Новий Рік не святкувався) напередодні 1936 року, — Петро Львович був автором сценарію новорічного свята «Перша ялинка».
Коли вже Петро Слонім осів у США, в місті Мілвокі, в день його народження адміністрація Харкова регулярно отримувала вітальні листівки та телеграми на його ім'я.
Помер вічний піонер у США 12 березня 2011 року, через два дні після свого 103-го дня народження.

## Нагороди
Нагороджений багатьма орденами і медалями у сфері праці, освіти, виховання і роботи з дітьми. З-під творчого крила Петра Слоніма вийшли багато згодом відомих творчих діячів України та Росії, наприклад, Людмила Гурченко і Наталія Фатєєва. Серед колишніх вихованців П. Л. Слоніма і такі талановиті митці, як народний артист Росії, актор Малого театру Олександр Єрмаков, заслужений діяч мистецтв Росії, кінорежисер Володимир Фокін, народний артист України Олександр Васильєв, заслужений артист України Євген Плаксін та багато інших.
- У 2002 році на численні прохання жителів Харкова Петру Слоніму було присвоєно звання Почесного громадянина міста Харкова за досягнення у сфері виховання дітей та юнацтва, активну педагогічну й громадську діяльність.
- Відмінник народної освіти України (1955);
- нагороджений медаллю «За доблесну працю» (1970),
- орденом «Знак пошани» (1966),
- медаллю «Ветеран праці» (1976),
- Почесними грамотами:
  - ЦК ВЛКСМ,
  - ЦК ЛКСМУ,
  - Центральної Ради Всесоюзної піонерської організації,
- грамотами Виставки досягнень народного господарства СРСР,
- дипломами:
  - Інституту художнього виховання Академії педагогічних наук СРСР,
  - дирекції Всесоюзного піонерського табору «Артек»[6].

## Пам'ять
- Меморіальна дошка в Харкові по вулиці Сумська, будинок 37. Відкрита 20 березня 2012 року.